# Vaumort
Vaumort é uma comuna francesa na região administrativa de Borgonha-Franco-Condado, no departamento de Yonne. Estende-se por uma área de 15 km². Em 2010 a comuna tinha 364 habitantes (densidade: 24,3 hab./km²).